# Кентуккі
Кенту́ккі, Кенту́кі, або, ближче до оригінальної вимови, Кента́кі (англ. Kentucky, в офіційних документах: Commonwealth of Kentucky; i[kɪnˈtʌki]) — штат на півдні центральної частини США; 104 700 км², 3,8 млн мешканців; адміністративний центр Франкфорт, головні міста: Луїсвілл, Лексинґтон, Ковінгтон, Боулінг Грін; низовинно-височинна територія; видобуток кам'яного вугілля; деревообробна, паперова, тютюнова промисловість; вирощування тютюну, сої, кукурудзи; тваринництво; судноплавство на Міссісіпі.
Особливості: дербі Кентуккі, Національний парк Мамутова печера (основна печера 6,5 км і до 38 м у висоту, де один раз проходила рада індіанців), батьківщина Авраама Лінкольна в Ходгенвіллі; Форт Нокс, сховище золота США; виробляється: тютюн, злакові, текстиль, віскі, коні, транспортні засоби, вугілля; населення 3 365 300 (1990); відомі люди: Мухамед Алі, Кіт Карсон, Генрі Клей, Д. Гріффіт, Томас Морган, Роберт Воррен, Джонні Депп;

## Походження назви
Походження назви Кентуккі (по-різному писали й вимовляли: Cane-tuck-ee, Cantucky, Kain-tuck-ee, та Kentuckee перш ніж прийнято сучасне написання) ніколи не визначено остаточно. Найвірогіднішою етимологією назви штату — від ірокезьких слів «луг» або «прерії», (мовою Mohawk kenhta: ke, а мовою
Seneca kehta'keh).
Досі розвінчано популярні теорії: що назва штату Кентуккі походить від комбінації слів «тростина» й «індичка»; подібно ж назва штату не означає «темна й кров'ю окроплена земля» в будь-якій відомій індіанській мові — попри те, що Tsiyu Gansini (ᏥᏳ ᎦᏅᏏᏂ), молодий індіанський вождь племені черокі, який противився продажу мисливських угідь предків, дійсно попереджав білих, що вони купували «темну, кров'ю окроплену землю».

## Мовний склад населення (2010)[Архівовано1 грудня 2007 уWayback Machine.]
| Мови                | Частка людей старше 5 років, % |
| ------------------- | ------------------------------ |
| Англійська          | 95,44                          |
| Іспанська           | 2,39                           |
| Німецька            | 0,30                           |
| Французька          | 0,19                           |
| Китайська           | 0,13                           |
| Сербсько-хорватська | 0,13                           |
| В'єтнамська         | 0,12                           |
| Японська            | 0,11                           |
| Арабська            | 0,10                           |
| Тагальська          | 0,09                           |
| інші                | 1,00                           |

## Історія
Спочатку частина Вірджинії, штатом став у 1792. Проходили важкі бої і була затяжна партизанська війна під час Громадянської війни.